# Бардін Гаррі Якович
Гаррі Якович Бардін (Гаррі Якович Барденштейн; нар. 11 вересня 1941, Чкалов, Російська РФСР) — радянський і російський аніматор. Особливо відомий роботами в жанрах пластилінової і лялькової анімації. Батько Павла Бардіна — відомого російського режисера.

## Біографія
Народився в сім'ї Якова Львовича і Розалії Абрамівни Барденштейн. Закінчив Школу-студію імені В. І. Немировича-Данченка при МХАТ СРСР імені М. Горького, працював драматичним актором у театрі імені М. Гоголя, знімався в кіно. Лауреат Державної премії РФ (1999), кавалер ордена Пошани (2011).

## Творчість

### Фільмографія (режисер мультфільмів)
- 1975 — Дістати до неба
- 1976 — Консервна банка
- 1977 — Бравий інспектор Мамочкин
- 1978 — Пригоди Хоми
- 1979 — Летючий корабель
- 1980 — Піф-паф, ой-ой-ой! (спільно з Віталієм Пєсковим)
- 1981 — Дорожня казка
- 1982 — Раніше ми були птахами
- 1983 — Конфлікт (з сірників)
- 1984 — Тяп-ляп, малярі (пластиліновий)
- 1985 — Брек (пластиліновий)
- 1986 — Бенкет
- 1987 — Шлюб (з мотузок)
- 1987 — Викрутаси (з дроту)
- 1990 — Сірий вовк енд Червона Шапочка (пластиліновий)
- 1995 — Кіт у чоботях (пластиліновий)
- 1997 — Чуча
- 2000 — Адажіо (з паперових ляльок)
- 2001 — Чуча-2
- 2004 — Чуча-3
- 2010 — Гидке каченя
- 2013 — Три мелодії
- 2016 — Слухаючи Бетховена

### Актор
- 1970 — Штрихи до портрету В.І. Леніна — художник-футурист
- 1975 — Ар-хі-ме-ди! — Гліб Банщиков, робітник-раціоналізатор
- 1976 — Розигриш — учитель французької мови
- 1977 — «Артем» — учасник мітингу
- 1978 — Подарунок долі — лектор
- 1979 — Москва сльозам не вірить — головний інженер хімкомбінату
- 1985 — Особиста справа судді Іванової — Коля, судовий засідач
- 1998 — Самозванці
- 2000 — Третього не дано

## Громадянська позиція
Виступає з жорсткою критикою путінського режиму, мріє зробити фільм про Свободу.
У березні 2014 підписав лист «Ми з Вами!» на підтримку України.
У червні 2018 записав відеозвернення на підтримку українського режисера Олега Сенцова, засудженого і ув'язненого у Росії.
21 лютого 2022 року, підписав відкритий колективний лист російського Конгресу інтелігенції "Ви будете прокляті!" Паліям війни», в якому йдеться про історичну відповідальність влади РФ за розпалювання «великої війни з Україною».